# Mark Kowarsch
Mark Kowarsch (* in den 1960er Jahren als Mark Müller in Detmold, auch Mark Hoax) ist ein deutscher Musiker.

## Karriere
Als Schlagzeuger und Songwriter spielte in den ostwestfälischen Bands Speed Niggs, Sharon Stoned und Elektrosushi, mit denen er von 1989 bis 2003 Platten aufnahm und auf Tournee ging.
Auch in seiner "Köln-Phase" (2000–2006) war er aktiv, arbeitete als Journalist für Visions, Intro und diverse Fanzines, spielte in den Bands Klitpop und Die schwarzen Quadrate, gründete mit Klaus Cornfield (Katze) das "Likely to be dropped DJ Team" und war Resident-DJ in Kölner Clubs wie Stereo Wonderland, Gebäude 9, Underground, MTC und Blue Shell. Im Stereo Wonderland rief er die DJ Reihe "The Night of the Battle" ins Leben, wo er zusammen mit wechselnder Kölner Lokalprominenz und prominenten Musikern und DJs wie Philip Boa, Rocco Clein, Nilz Bokelberg, Von Spar, The Cooper Temple Clause, The Von Bondies, ...And You Will Know Us by the Trail of Dead, Elbow, Adam Green u. v. m. auflegte.

## Bandgeschichte
- 1989–1992 Speed Niggs
- 1994–1997 Sharon Stoned
- 1996–2003 Elektrosushi
- 2003–2004 Klitpop, Die schwarzen Quadrate
- seit 2007 Tortuga Bar

## Gastmusikauftritte
Mark Kowarsch hat u. a. auf der "12" von The Notwist, auf "Royal Flush" von Locust Fudge, der "Majordeal" von Shell und zusammen mit Nikki Sudden auf der EP von Fuse-Empire mitgewirkt. Auf der 2011 veröffentlichten Ostwestfalen Compilation "Wir kommen hier wech" findet man eines der ersten Projekte von Mark Kowarsch – in dem Projekt "Tagesschau" spielte er 1982 mit Frank Behnke und Florian Körner von der Band "Mutter".

## Filmmusik
Mark Kowarsch komponiert auch Filmmusik und arbeitet regelmäßig mit diversen Regisseuren zusammen. Er hat Musik für die Filme "Avantgarde", "Bloody Monster" und "Sex, Dogz & Rock'n'Roll" komponiert und weitere Produktionen sind geplant und in Arbeit.
Zurzeit lebt er in Nürnberg, wo zusammen mit Alexandra Gschossmann als Tortuga Bar an Filmmusik und diversen musikalischen Projekten arbeitet.
Außerdem hat er eine eigene Radiosendung Riot Radio auf dem freien Nürnberger Sender Radio Z – jeden 3. Montag von 20 bis 21 Uhr.